# سكر مضاف

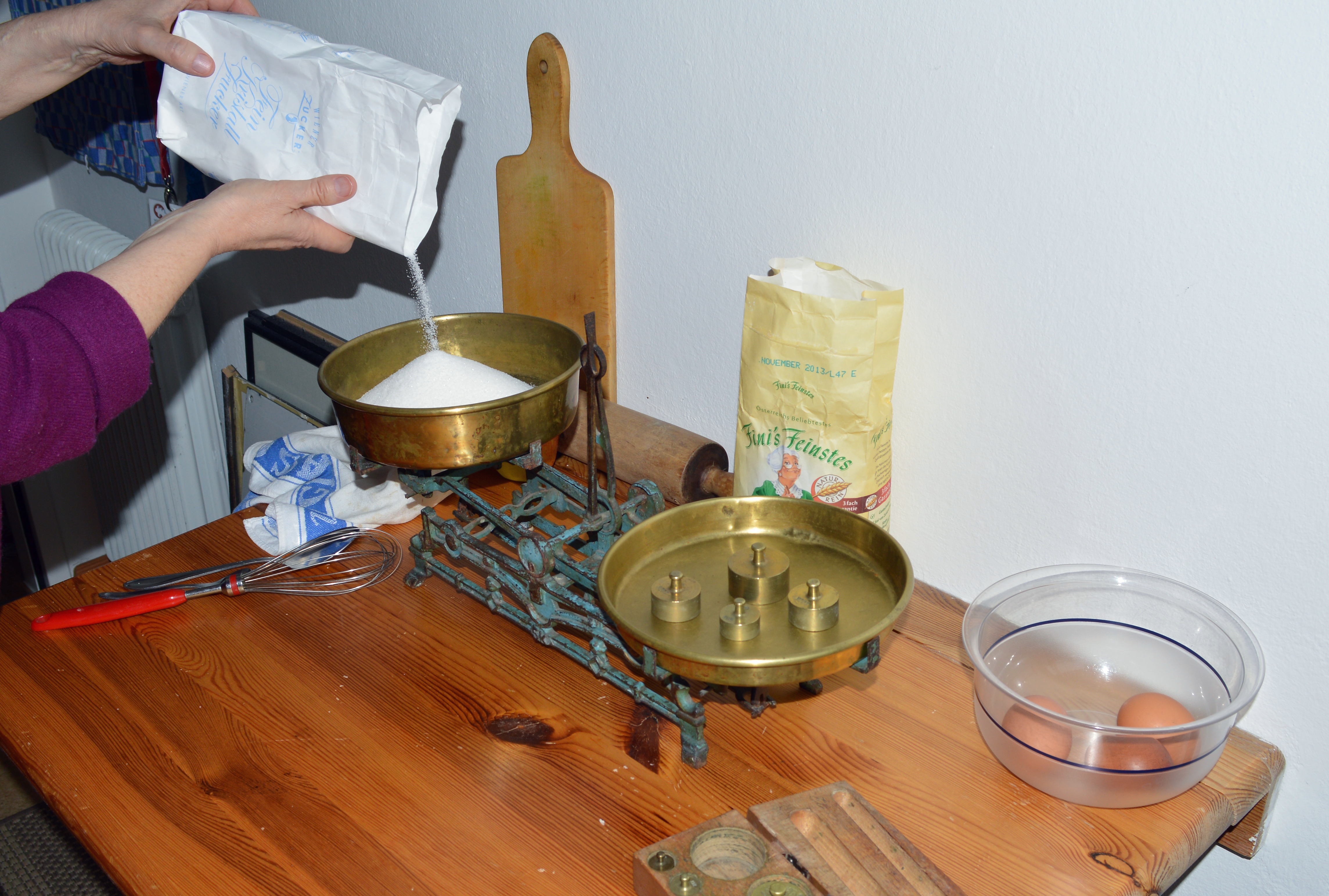

السكريات المضافة هي سكريات الكربوهيدرات (caloric sweeteners) المضافة إلى المواد الغذائية والمشروبات أثناء إنتاجها (المعالجة الصناعية). هذا النوع من السكر لا يمكن تمييزه كيميائياً عن السكريات الطبيعية، لكن مصطلح «السكر المضاف» أصبح يستخدم بشكل متزايد في التغذية والطب للمساعدة في تحديد الأطعمة التي تتميز بالطاقة المضافة. والسكريات المضافة لا تحتوي على أي قيمة غذائية، فقط تضيف  «سعرات حرارية فارغة». ويرتبط استهلاك السكر المضاف إيجابيا مع تناول السعرات الحرارية العالية، ومن خلاله، مع زيادة الوزن والسمنة. كما تُعرف السكريات المضافة باسم السكريات الخارجية، ولكن مع السكريات الطبيعية  تعرف بالداخلية. وارتبط استهلاك السكريات المضافة بشكل إيجابي مع العديد من التدابير المعروفة لزيادة خطر الإصابة بأمراض القلب والأوعية الدموية للمراهقين وكذلك البالغين.
السكريات المضافة هي أيضا عامل خطر لمرض السكري النوع الثاني وارتفاع ضغط الدم، بالإضافة إلى زيادة في وزن الجسم والبدانة.

## استهلاك السكر المضاف في الولايات المتحدة
في الولايات المتحدة،   أكثر الانواع شعبية من السكر المضاف هي السكروز وعصير الذرة المركز عالي الفركتوز، كلاهما بشكل رئيسي يتكونا من نصف جلوكوز ونصف فركتوز. أنواع أخرى من السكر المضافة تشمل: جميع أنواع الشمندر، وقصب السكر: جميع أنواع شراب الذرة  (تشمل الصلب)، شراب الشعير، شراب القيقب، شراب الاسفندان، محليات الركتوز، الفركتوز السائل، عصير الفاكهة المركز، العسل، دبس السكر، الدكستروز اللامائي، والدكستروز الكريستال. أكثر أنواع الأطعمة التي تحتوي على السكريات المضافة هي المشروبات المحلاة، بما في ذلك معظم المشروبات الغازية. في الولايات المتحدة،  20٪ من استهلاك السعرات الحرارية اليومية يأتي من السكروز وحده. توصي منظمة الصحة العالمية بأن لا يزيد هذا الرقم عن 10٪. 13٪ من السكان الأمريكيين يحصلون على أكثر من 25٪ من السعرات الحرارية من السكريات المضافة، وهذا يعني أنهم لا يحصلون على ما يكفي من العناصر الغذائية الأساسية الأخرى.
تظهر البيانات التي تم جمعها في العديد من الدراسات الاستقصائية على الصعيد الوطني في الولايات المتحدة منذ منتصف 1970 من القرن الماضي أن الاستهلاك اليومي للسكريات المضافة زاد بنسبة 35٪ في البلاد بين 1977-1978 و1994-1996. ومع ذلك، تظهر البيانات الجديدة التي تم جمعها بين عامي 1999 و2008 أن تناول السكريات المضافة قد انخفض بنسبة 23.4 ٪، مع حدوث انخفاضات في جميع الفئات العمرية والعرقية والدخل. [2][6] Welsh et al. لوحظ أن الانخفاض في استهلاك السكر المضاف في الولايات المتحدة مرتبط بانخفاض استهلاك المشروبات المحلاة، والتي شجعت عليها مبادرات التوعية الصحية الحكومية وغيرها من البرامج.
إضافة السكر بالإضافة إلى الأطعمة المصنعة، قد تغير جذريا في النظام الغذائي الأمريكي. هناك ما يقرب من 600000 من المواد الغذائية في الولايات المتحدة، وثمانون في المائة أضافوا السكر (مونرو وسوكتيغ). ولا توصي جمعية القلب الأمريكية اليومية بتناول السكر للرجال بأكثر من 150 سعرة حرارية أو تسع ملاعق صغيرة يوميا وبالنسبة للنساء لا يزيد السعر عن 100 سعر حراري أو ست ملاعق صغيرة يوميا من السكر المضاف (سكر 101).
يقول مايكل بولان، مؤلف معضلة Omnivore's، عن السكر المضاف: "منذ عام 1985، استهلاكنا لكل السكريات مثل قصب السكر، الشمندر، شراب الذرة (HFCS)، الجلوكوز، العسل، شراب القيقب، أيا كان - ارتفع من 128 رطل إلى 158 رطل للشخص الواحد (بولان-صفحة 104). من الصعب التعرف على السكريات المضافة بسبب عدم وصفها بوضوح.
بعض السكريات المضافة المسمى هي السكر البني، شراب الذرة، مركزات عصير الفواكه وكذلك جزيئات السكر: سكر العنب، الجلوكوز، اللاكتوز، المالتوز والسكروز. الأطعمة الشائعة مع السكر المضاف هي المشروبات الغازية (12 أونصة can = 132.5 سعرة حرارية) غير دهنية = 77.5 سعرة حرارية)، مشروب ثمار الفاكهة (12 أونصة يمكن = 62.1 سعرة حرارية)، آيس كريم فانيليا (1/2 كوب = 48 السعرات الحرارية)، كعكة دونات (1 = 74.2 سعرة حرارية) وهكذا دواليك (سكر 101).

## الروابط الخارجية
- USDA Database for the Added Sugars Content of Selected Foods